# Premier Percussion
La Premier Percussion è una azienda britannica con sede a Leicester, specializzata nella costruzione di strumenti a percussione, di proprietà della Premier Music International.

## Storia
L'azienda fu fondata nel 1922 dal produttore di batterie George Smith e dal batterista Albert dalla Porta, in Berwick Street nel quartiere londinese di Soho. Nei primi anni trenta sotto la direzione commerciale di Fred dalla Porta, Premier amplia la sua gamma di strumenti a percussione e batterie. Nel decennio successivo, durante la seconda guerra mondiale, contribuisce allo sforzo bellico eseguendo lavorazioni in metallo per l'ufficio della guerra inglese, nel settembre del 1940 viene distrutta la sede durante un raid aereo, la fabbrica viene riallocata nella nuova sede di Leicester.
Durante gli anni cinquanta e sessanta l'azienda continua la sua attività, introducendo novità come l'hi-hat inclinabile, l'hardware cromato, le pelli sintetiche everplay (1958), e ricevendo nel 1966 il Premio della Regina all'Industria, per le innovazioni portate alla produzione in quel periodo.
Negli anni settanta Premier sviluppa, con il contributo del batterista jazz Kenny Clarke, il concetto di shell in a shell(tamburo dentro tamburo), che troverà la sua applicazione nella serie Resonator nel 1972.
Gli anni ottanta sono per Premier difficoltosi, anche a causa dell'affermarsi di nuovi concorrenti, soprattutto giapponesi, che proponevano strumenti di qualità ad un costo più accessibile. Nel 1984 vengono lanciate le serie Royale APK (che l'anno successivo sarà rinominata solo APK) e Projector.
Nell'ottobre del 1987 viene acquistata da Yamaha Drums, che la rivenderà poi alla stessa Premier nel novembre del 1992, viene introdotta la serie APK Excell, rinominata XPK nel 1988 e che aveva finiture laccate invece che ricoperte.
Gli anni novanta vedono un rilancio dell'azienda e l'introduzione di nuovi modelli, come la Signia (1992) e la Genista(1994) rimaste a catalogo fino al 2000 e sostituite poi dalla serie Artist.
Ad agosto 2010 viene reintrodotta, in sostituzione della serie Artist, la serie Genista ora prodotta in Taiwan e disponibile in acero e betulla (la prima serie era solo in betulla),
Nel dicembre del 2011 Premier acquista KD Drums, ed annuncia per il 2012 un parziale ritorno della produzione, delocalizzata in Asia, in Gran Bretagna.

## Batteristi che usano o hanno usato batterie Premier
- Kenny Clarke
- Keith Moon (The Who)
- Ringo Starr (The Beatles)
- Art Blakey
- Philly Joe Jones
- Phil Collins
- Nicko McBrain (Iron Maiden)
- Brad Wilk (Rage Against the Machine)
- Philip Selway (Radiohead)
- Chris Sharrock (Oasis)
- Doane Perry (Jethro Tull)
- John Keeble (Spandau Ballet)
- Pat Lundy (Modestep)
- Olly Betts (The Duke Spirit)
- John Coghlan (Status Quo)
- Paul Cook (Sex Pistols)
- Carl Palmer (Emerson, Lake & Palmer)
- Clem Burke (Blondie)
- Stefano D'Orazio (Pooh)